# Charles Parrocel
Charles Parrocel (Parigi, 6 maggio 1688 – Parigi, 24 maggio 1752) è stato un pittore, disegnatore e incisore francese dell'età barocca.

## Biografia

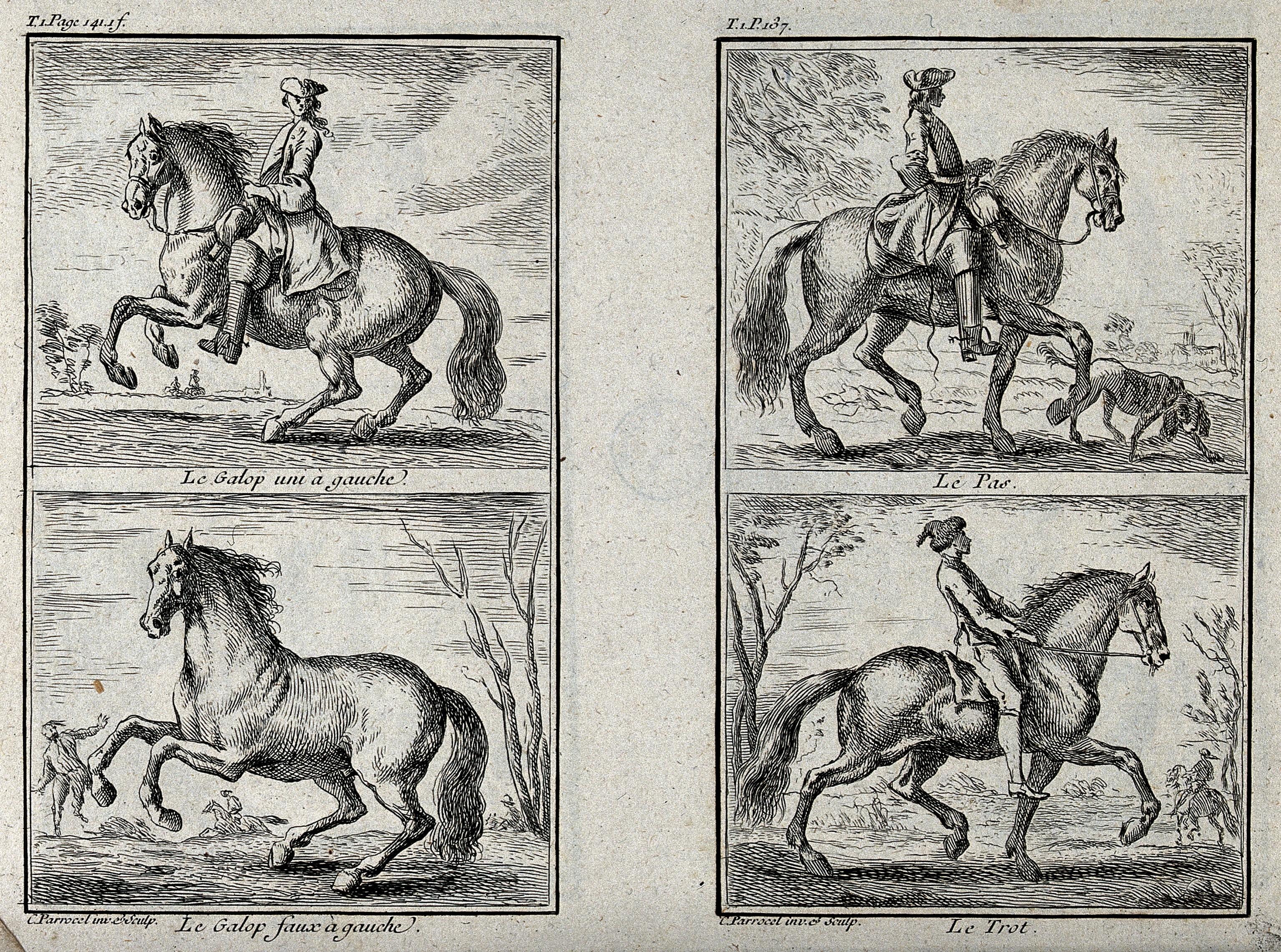
Un cavaliere mostra 3 diversi passi con il cavallo

Figlio di Joseph Parrocel, studiò prima col padre e dopo la sua morte con Bon Boullogne e Charles de La Fosse.
Tra il 1705 e il 1706, si arruolò per alcuni anni in cavalleria per avere un'idea corretta delle operazioni militari, avendo l'intenzione di seguire la specializzazione artistica del padre.
Nel 1709 concorse al Prix de Rome, ma non vinse. Nel 1712 si trasferì a Roma, dove frequentò l'Accademia di Francia come pensionante o studioso dal 1713 al 1716.
Parrocel viaggiò attraverso l'Italia fino a Malta. Ritornò poi a Venezia dove trascorse quattro anni, studiando i dipinti della scuola veneziana, che prediligeva.
Ritornato a Parigi nel 1721, entrò all'Académie royale de peinture et de sculpture previa presentazione del dipinto Combattimento di cavalleria e fanteria. Subito dopo fu incaricato di dipingere su tela la visita in Francia dell'ambasciatore turco (Ingresso alle Tuileries dell'ambasciatore turco e La partenza dell'ambasciatore). Questi dipinti furono poi riprodotti su arazzi della Manifattura dei Gobelins.
Eseguì un certo numero di ritratti equestri, tra cui quello di Luigi XV nel 1724, ma i volti dei modelli furono rappresentati da altri artisti, come Jean-Baptiste van Loo. Come suo padre, fu però principalmente un pittore di battaglie e di scene di caccia. Eccelse particolarmente nella rappresentazioni dei cavalli, a cui diede singolare animazione e grande varietà nel movimento e nelle figure, resi in modo realistico. Nel 1736-1738 dipinse per i Petits Apartement del castello di Versailles, le tele Caccia all'elefante e Caccia al toro selvaggio. Il Museo Carnavalet a Parigi conserva uno dei suoi migliori disegni, lungo 39 m rappresentante la processione per la proclamazione nel 1739 della Seconda pace di Vienna.
Dopo la morte di Rigaud, il re gli accordò metà della pensione che dava a quell'artista. Seguì Luigi XV nella campagna durante la Guerra di successione austriaca dal 1744 al 1745, assistendo a parecchie battaglie, tra cui la Battaglia di Fontenoy (11 maggio 1745), che dipinse, creando così una delle sue migliori opere. Eseguì per la galleria del castello di Choisy, una serie di opere rappresentanti alcune azioni a cui aveva assistito durante le campagne reali, ma la paralisi gli impedì di terminare la Battaglia di Lawfelt (2 luglio 1747), commissionatagli dal re. Questo dipinto fu completato da Pierre Lenfant.
Charles Parrocel fu anche incisore; realizzò diciotto tavole per la Scuola di cavalleria di François de La Guérinière (Parigi, 1733), come pure incise vari altri soggetti di stile militare. Incise anche da suoi disegni: Une suite de Cavaliers, Une suite de fantassins, Different attitudes de la cavalerie e de l'infanterie, Recueil de differentes attitudes de cavaliers e de dragons e La chasse au lion.
Furono suoi allievi Philibert-Benoît de La Rue e Pierre Lenfant.

## Opere

### Dipinti

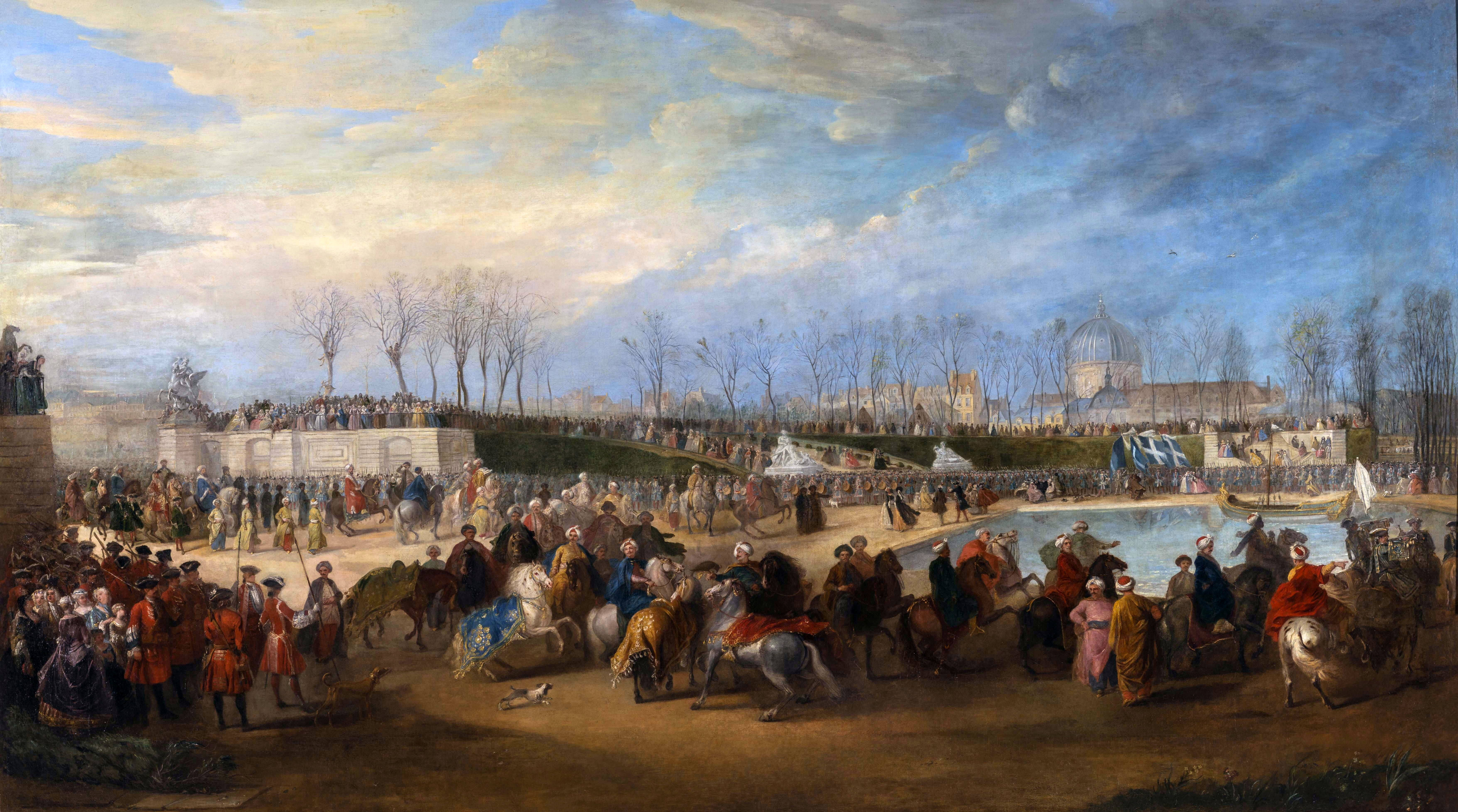
Mehemet Effendi, ambasciatore turco, arriva alle Tuileries, 21 marzo 1721

- Battaglia di Lawfeld, 2 luglio 1747, Versailles, museo nazionale del castello e dei Trianon
- Combattimento di cavalleria, Versailles, museo nazionale del castello e dei Trianon
- Ingresso di Luigi XV a Mons, 30 maggio 1747, Versailles, museo nazionale del castello e dei Trianon
- Episodio della campagna delle Fiandre, Museo delle Belle Arti, Rouen
- Sosta di granatieri a cavallo della casa del re, Parigi, Museo del Louvre, dipartimento di Pittura
- Mehmet Effendi, ambasciatore turco, arriva alle Tuileries, 21 marzo 1721, Versailles, museo nazionale del castello e dei Trianon
- Scena di battaglia, Beauvais, museo dipartimentale dell'Oise
- Scene di vita militare sotto Luigi XV : guardia francese e ussari vicino a un campo, Versailles, museo nazionale del castello e dei Trianon, ala sud dei ministri
- Assedio d'Audenarde, luglio 1745, Parigi, Museo del Louvre, dipartimento di Pittura

### Disegni
- Scontro tra cavalieri, Parigi, Museo del Louvre, dipartimento di Arti grafiche
- Battaglia, Parigi, Museo del Louvre, dipartimento di Arti grafiche
- Prigionieri trascinati da ottomani, Parigi, Museo del Louvre, dipartimento di Arti grafiche
- Carrozze e cavalieri su una larga strada, di fronte ad una locanda, Parigi, Museo del Louvre, dipartimento di Arti grafiche
- Cavaliere arrabbiato dietre ad una colonna, Parigi, Museo del Louvre, dipartimento di Arti grafiche
- Cavaliere in carica, Beauvais, museo dipartimentale dell'Oise
- Cavaliere in sella con una spada nella mano destra, Parigi, Museo del Louvre, dipartimento di Arti grafiche
- Cavaliere su un cavallo scalpitante o caracollante, Bayonne, Museo Bonnat
- Cavalieri che sfilano davanti a un portale, Parigi, Museo del Louvre, dipartimento di Arti grafiche
- Cavalieri in armi davanti a una città, Lione, Museo delle arti decorative
- Cavalieri visti di profilo, Parigi, Museo del Louvre, dipartimento di Arti grafiche
- Carica di cavalieri, Parigi, Museo del Louvre, dipartimento di Arti grafiche
- Caccia col falco, Parigi, Museo del Louvre, dipartimento di Arti grafiche
- Scontro di cavalleria, Parigi, Museo del Louvre, dipartimento di Arti grafiche
- Cinque Personaggi ed un cane, Lione, Museo delle arti decorative
- Combattimento tra cavalieri, Parigi, Museo del Louvre, dipartimento di Arti grafiche
- Combattimento tra cavalieri, in primo piano a destra, un uomo allungato..., Parigi, Museo del Louvre, dipartimento di Arti grafiche
- Combattimento tra cavalieri con a sinistra un pezzo d'artiglieria, Parigi, Museo del Louvre, dipartimento di Arti grafiche
- Combattimento tra cavalieri in un paesaggio montagnoso, a sinistra un tempio..., Parigi, Museo del Louvre, dipartimento di Arti grafiche
- Combattimento tra cavalieri e fanti, con a destra un pezzo d'artiglieria, Parigi, Museo del Louvre, dipartimento di Arti grafiche
- Combattimenti tra cavalieri e fanti, Parigi, Museo del Louvre, dipartimento di Arti grafiche
- Combattimenti tra cavalieri , scontro di cavalleria, Parigi, Museo del Louvre, dipartimento di Arti grafiche
- Angeli mettono in fuga un esercito, Parigi, Museo del Louvre, dipartimento di Arti grafiche
- Prigionieri trascinati da soldati vittoriosi, Parigi, Museo del Louvre, dipartimento di Arti grafiche
- Studio di mani, Rennes, musée des beaux-arts
- Studio di busto e mani, Rennes, musée des beaux-arts
- Famiglie di pastori ed agricoltori riunite attorno ad un fuoco..., Parigi, Museo del Louvre, dipartimento di Arti grafiche
- Fanti, cavalieri tra cui un cantiniere in trasferta, Parigi, Museo del Louvre, dipartimento di Arti grafiche
- Sosta durante la caccia, Parigi, Museo del Louvre, dipartimento di Arti grafiche
- Sosta di soldati sotto una volta. Alcuni a tavola e altri che giocano..., Parigi, Museo del Louvre, dipartimento di Arti grafiche
- La Battaglia di Leuze o scena di combattimento, Parigi, Museo del Louvre, dipartimento di Arti grafiche
- La Marcia per la dichiarazione di pace, Paris, Museo Carnavalet
- Il sindaco e i magistrati della città di Parigi, ..., Parigi, Museo del Louvre, dipartimento di Arti grafiche
- Le nozze di Cana, Bayonne, musée Bonnat
- Morte del cavalier Bayard, Parigi, Museo del Louvre, dipartimento di Arti grafiche
- Adunata di cavalieri in un vasto paesaggio, Parigi, Museo del Louvre, dipartimento di Arti grafiche
- Risurrezione della figlia di Giairo, Parigi, Museo del Louvre, dipartimento di Arti grafiche
- Scena di battaglia, Lione, Museo delle arti decorative